# Зерфаус
Зерфаус (нім. Serfaus) — громада округу Ландек у землі Тіроль, Австрія.
Зерфаус лежить на висоті 1429 м над рівнем моря і займає площу 59,6 км². Громада налічує 1081 мешканців.
Густота населення 18/км².
|                                  |
| Зерфаус на мапі округу та землі. |

 Адреса управління громади: Gänsackerweg 2, 6534 Serfaus.